# Monofluorure d'iode
Le monofluorure d'iode est un interhalogène de formule chimique IF. Il se présente sous la forme d'un solide brun chocolat très instable qui se décompose même à basse température (en dessous de 0 °C, la température exacte variant selon les sources) par dismutation en iode I2 et pentafluorure d'iode IF5 :
5 IF → 2 I2 + IF5.
Cette instabilité fait obstacle à l'étude détaillée de ses propriétés physicochimiques. Il est cependant possible d'étudier ses propriétés par spectroscopie. La liaison I–F a ainsi une longueur de 190,9 pm, et l'énergie de dissociation de cette liaison est d'environ 277 kJ·mol-1. Son enthalpie standard de formation à 25 °C vaut ΔHf° = −95,4 kJ·mol−1 et son enthalpie libre vaut ΔGf° = −117,6 kJ·mol−1.

## Production
Il peut être obtenu, mais seulement de manière assez fugitive, par réaction directe des éléments à basse température :
I2 + F2 → 2 IF.
Ce mode de synthèse conduit cependant à la formation de fluorures supérieurs, notamment de trifluorure d'iode IF3.
Il peut également être produit en faisant réagir à −40 °C de l'iode I2 avec du trifluorure d'iode IF3 en suspension dans du trichlorofluorométhane CCl3F en présence d'une base azotée (pyridine C5H5N, acétonitrile CH3CN) comme catalyseur organique :
I2 + IF3 → 3 IF.
La réaction de l'iode avec le fluorure d'argent AgF à 0 °C conduit également à la formation de monofluorure d'iode :
I2 + AgF → IF + AgI.
Ces modes de productions sont peu efficaces, et ne permettent que d'en obtenir de faibles quantités fugaces. Les propriétés du monofluorure d'iode sont par conséquent largement inconnues. Il pourrait avoir une structure polymérique.

## Réactions
Le monofluorure d'iode réagit avec l'eau en donnant de l'acide fluorhydrique HF et de l'acide hypoiodeux HOI :
IF + H2O → HF(aq) + HOI.
Comme les interhalogènes plus stables, le monofluorure d'iode est un composé toxique. 